# چارلی ویکرز
چارلی ویکرز (انگلیسی: Charlie Vickers؛ زادهٔ ۲۴ اکتبر ۱۹۹۲) بازیگر اهل استرالیا است. وی از سال ۲۰۱۸ میلادی تاکنون مشغول فعالیت بوده است.
از فیلم‌ها و مجموعهه‌های تلویزیونی‌ای که وی در آن نقش داشته است، می‌توان به مدیچی (۲۰۱۸) و ایفای نقش شخصیت سائورون در ارباب حلقه‌ها: حلقه‌های قدرت اشاره کرد.

## بازی در سریال حلقه‌های قدرت
بازی چارلی ویکرز در نقش سائورون در فصل دوم سریال ارباب حلقه‌ها: حلقه‌های قدرت توجه و تحسین زیادی از سوی منتقدان و مخاطبان به خود جلب کرده است. او که ابتدا در قالب هالبرند ظاهر شد، اکنون با چهره‌ای جدید به نام آناتار، لایه‌های بیشتری از شخصیت ارباب تاریکی را به نمایش می‌گذارد و روایت سریال را غنی‌تر می‌کند.
منتقدان اجرای تاثیرگذار ویکرز را ستوده‌اند و توانایی او در تجسم ماهیت فریبکار و چندلایه‌ی سائورون را برجسته کرده‌اند. تعاملات او با چارلز ادواردز در نقش کلبرمبور به‌ویژه مورد تحسین قرار گرفته است، چرا که این رابطه بخش عمده‌ای از تنش و رمز و راز فصل را پیش می‌برد. شیمی میان ویکرز و ادواردز باعث شده داستان عمق بیشتری پیدا کند و تصویری پیچیده از فریب و جاه‌طلبی ارائه شود.
ویکرز در مصاحبه‌ای درباره چالش‌های تجسم شر مطلق بدون انسانی کردن سائورون صحبت کرده و گفته است که برای حفظ حالت رازآلود و هراس‌انگیز این شخصیت، از بازی‌های شاخصی در نقش‌های منفی الهام گرفته است.